# Frederik Boi
Frederik Boi (Brugge, 25 oktober 1981) is een Belgische voetballer. Hij speelde bijna zijn hele profcarrière bij Cercle Brugge.

## Carrière
Frederik Boi is een geboren en getogen Bruggeling. Vanaf 7-jarige leeftijd doorliep hij de jeugdreeksen van Cercle Brugge. Hij speelde toen in dezelfde ploeg als Thomas Buffel. Boi kende zijn definitieve doorbraak in het 1ste elftal onder de Kroaat Jerko Tipuric in het seizoen 2003-2004.
Zijn debuut maakte hij in de 2de klasse op Maasmechelen op 17 december 2000. 6 jaar later schoot hij zich op 17 december 2006 de geschiedenisboeken in, door het enige doelpunt te scoren in de Brugse stadsderby tegen Club Brugge. Het contract van de Bruggeling werd tijdens de winterstop van 2006-2007 verlengd tot 2009. Tijdens het seizoen 2007-2008 werd hij door trainer Glen De Boeck omgeschoold van rechtermiddenvelder tot rechtsachter. In juni 2008 verlengde hij zijn contract bij Cercle tot juni 2013. 
Nadat Boi in het seizoen 2010-2011 minder aan spelen toekwam bij Cercle Brugge, maakte hij in juni 2011 de overgang naar promovendus Oud-Heverlee Leuven. Toen hij daar in het seizoen 2012/13 op een zijspoor belandde, keerde hij terug naar Cercle.

## Statistieken
| Competitie    | Seizoen   | Club                | Competitie | Competitie | Play-off I | Play-off I | Play-off II | Play-off II | Play-off III / Eindr. | Play-off III / Eindr. | Beker | Beker | Europees | Europees | Totaal | Totaal |
| Competitie    | Seizoen   | Club                | Wed.       | Dlp.       | Wed.       | Dlp.       | Wed.        | Dlp.        | Wed.                  | Dlp.                  | Wed.  | Dlp.  | Wed.     | Dlp.     | Wed.   | Dlp.   |
| ------------- | --------- | ------------------- | ---------- | ---------- | ---------- | ---------- | ----------- | ----------- | --------------------- | --------------------- | ----- | ----- | -------- | -------- | ------ | ------ |
| Tweede Klasse | 2000-2001 | Cercle Brugge       | 6          | 0          | nvt        | nvt        | nvt         | nvt         | --                    | --                    | 0     | 0     | --       | --       | 6      | 0      |
| Tweede Klasse | 2001-2002 | Cercle Brugge       | 1          | 0          | nvt        | nvt        | nvt         | nvt         | 2                     | 0                     | 0     | 0     | --       | --       | 3      | 0      |
| Tweede Klasse | 2002-2003 | Cercle Brugge       | 7          | 0          | nvt        | nvt        | nvt         | nvt         | --                    | --                    | 2     | 2     | --       | --       | 9      | 2      |
| Eerste Klasse | 2003-2004 | Cercle Brugge       | 28         | 0          | nvt        | nvt        | nvt         | nvt         | nvt                   | nvt                   | 4     | 0     | --       | --       | 32     | 0      |
| Eerste Klasse | 2004-2005 | Cercle Brugge       | 27         | 4          | nvt        | nvt        | nvt         | nvt         | nvt                   | nvt                   | 1     | 1     | --       | --       | 28     | 5      |
| Eerste Klasse | 2005-2006 | Cercle Brugge       | 29         | 3          | nvt        | nvt        | nvt         | nvt         | --                    | --                    | 2     | 0     | --       | --       | 31     | 3      |
| Eerste Klasse | 2006-2007 | Cercle Brugge       | 25         | 5          | nvt        | nvt        | nvt         | nvt         | --                    | --                    | 1     | 0     | --       | --       | 26     | 5      |
| Eerste Klasse | 2007-2008 | Cercle Brugge       | 33         | 2          | nvt        | nvt        | nvt         | nvt         | nvt                   | nvt                   | 4     | 0     | --       | --       | 37     | 2      |
| Eerste Klasse | 2008-2009 | Cercle Brugge       | 33         | 5          | nvt        | nvt        | nvt         | nvt         | --                    | --                    | 6     | 0     | --       | --       | 39     | 5      |
| Eerste Klasse | 2009-2010 | Cercle Brugge       | 28         | 3          | --         | --         | 5           | 1           | --                    | --                    | 7     | 0     | --       | --       | 40     | 4      |
| Eerste Klasse | 2010-2011 | Cercle Brugge       | 20         | 5          | --         | --         | 4           | 0           | --                    | --                    | 3     | 0     | 4        | 0        | 31     | 5      |
| Eerste Klasse | 2011-2012 | Oud-Heverlee Leuven | 24         | 3          | --         | --         | 2           | 0           | --                    | --                    | 1     | 0     | --       | --       | 27     | 3      |
| Eerste Klasse | 2012-2013 | Oud-Heverlee Leuven | 1          | 0          | --         | --         | --          | --          | --                    | --                    | 0     | 0     | --       | --       | 1      | 0      |
| Eerste Klasse | 2012-2013 | Cercle Brugge       | 0          | 0          | --         | --         | --          | --          | --                    | --                    | 0     | 0     | --       | --       | 12     | 1      |
| TOTAAL        | TOTAAL    | TOTAAL              | 262        | 30         | 0          | 0          | 11          | 1           | 2                     | 0                     | 31    | 3     | 4        | 0        | 322    | 34     |